# Coleoïdeus
Els coleoïdeus (Coleoidea) o dibranquis (Dibranchiata) constitueixen una subclasse de mol·luscs cefalòpodes. A diferència del seu grup germà, Nautiloidea, els coleoïdeus no tenen una conquilla externa sinó, en alguns casos, una d'interna que no és mai nacrada i que usen en la flotabilitat o com a suport. Les 819 espècies actuals es reparteixen en dos grans grups, els decapodiformes i els octopodiformes.

## Classificació
La subclasse Coleoidea inclou els calamars, sèpies i pops actuals, a més dels belemnits, un grup avui extint però que va tenir una gran diversitat en el Mesozoic:
Cohort Belemnoidea † - belemnits s.l.
- Gènere Jeletzkya †
- Ordre Aulacocerida †
- Ordre Belemnitida † - belemnits s.s.
- Ordre Hematitida †
- Ordre Phragmoteuthida †

Cohort Neocoleoidea
- Ordre ?Boletzkyida †

- Superordre Decapodiformes - sèpies, calamars i afins
  - Ordre Bathyteuthida
  - Ordre Idiosepida
  - Ordre Myopsida (abans subordre de Teuthida)
  - Ordre Oegopsida (abans subordre de Teuthida)
  - Ordre Sepiida (incloent-hi Sepiolida)
  - Ordre Spirulida
  - Ordre Teuthida* (possiblement parafilètic)
- Superordre Octopodiformes - pops i afins
  - Ordre Octopoda - pops
  - Ordre Vampyromorphida - calamars vampir